# Winde (plant)
Winde (Convolvulus) is een geslacht van planten dat behoort tot de windefamilie (Convolvulaceae).

## Enkele soorten
- Convolvulus arvensis – Akkerwinde
- Convolvulus lineatus – Calandsklokje
- Convolvulus sepium – Haagwinde
- Convolvulus silvatica – Gestreepte winde; verwilderd, afkomstig uit het Middellandse Zeegebied
- Convolvulus soldanella – Zeewinde
- Convolvulus tricolor – Dagschone

Verder zou in de Benelux te vinden zijn:
- Convolvulus pulchra – een vermoedelijk verwilderde tuinplant

Determinatietabel van deze soorten:
| Soort              | Stengel                                   | Bladvorm              | Bloemkroon                               | Steelblaadje                                       |
| ------------------ | ----------------------------------------- | --------------------- | ---------------------------------------- | -------------------------------------------------- |
| Zeewinde           | Liggend, niet of weinig windend           | niervormig            | roze of bleek purper met 5 witte strepen | eirond of elliptisch                               |
| Haagwinde          | Windend                                   | eirond tot driehoekig | wit, soms roze                           | vlak, eirond tot hartvormig, elkaar niet bedekkend |
| Gestreepte winde   | Windend                                   | eirond tot driehoekig | wit, soms roze                           | breed eirond, elkaar bedekkend                     |
| Calystegia pulchra | Windend of liggend. stengel deels behaard | driehoekig langwerpig | roze met witte streep                    | driehoekig langwerpig, deels behaard               |

NB. Tot en met de 22e druk van Heukels' Flora (1996) en in de Flora van België, het Groothertogdom Luxemburg etc. (1983), werden de haagwinde, gestreepte winde en zeewinde in het geslacht dubbelkelkwinde (Calystegia) geplaatst; vanaf de 23e druk is dat geslacht ingevoegd in het geslacht Convolvulus.

## Andere soorten, niet in de BeNeLux
- Convolvulus althaeoides – Mediterrane winde
- Convolvulus dorycnium
- Convolvulus scammonia